# ماهیان کت‌چرمی
ماهیان کت چرمی (نام علمی: Acanthaluteres) نام یک سرده از تیره سوهان‌ماهی است.